# Mesochorus intermissus
Mesochorus intermissus är en stekelart som beskrevs av Schwenke 1999. Mesochorus intermissus ingår i släktet Mesochorus och familjen brokparasitsteklar. Arten är reproducerande i Sverige. Inga underarter finns listade i Catalogue of Life.